# Skara Brae
Skara Brae /ˈskærə ˈbreɪ/ je iz kamna zgrajena neolitska naselbina v zalivu Skaill na zahodni obali največjega otoka v škotskem arhipelagu Orkneyjski otoki. Sestavljeno je bilo iz desetih gručastih hiš, narejenih iz ploščatih kamnitih plošč, v zemeljskih nasipih, ki so zagotavljali podporo za zidove; hiše so vključevale kamnita ognjišča, postelje in omare. Primitivni kanalizacijski sistem s 'stranišči' in odtoki v vsaki hiši je vključeval vodo, ki se uporablja za splakovanje odpadkov v odtok in v ocean.
Najdišče je bilo naseljeno od približno 3180 pr. n. št. do približno 2500 pr. n. št. in je najbolj popolna neolitska vas v Evropi. Skara Brae je pridobila status Unescove svetovne dediščine kot eno od štirih območij, ki sestavljajo srce neolitskega Orkneyja. Starejše od Stonehengea in velikih piramid v Gizi so ga imenovali škotski Pompeji zaradi odlične ohranjenosti.
Skrb za območje je odgovornost Historic Environment Scotland, ki sodeluje s partnerji pri upravljanju območja: Orkney Islands Council, NatureScot (Scottish Natural Heritage) in Royal Society for the Protection of Birds. Obiskovalci strani so dobrodošli večji del leta.
Obalno območje, ki ga je leta 1850 odkrilo neurje, je zdaj morda ogroženo zaradi podnebnih sprememb.

## Odkritje in zgodnje raziskovanje
Pozimi leta 1850 je Škotsko prizadelo hudo neurje, ki je povzročilo veliko škodo in več kot 200 smrtnih žrtev. V zalivu Skaill je nevihta odtrgala zemljo z velikega nepravilnega hriba; ime Skara Brae je popačeno ime Skerrabra ali Styerrabrae, ki se je prvotno nanašalo na grič. Ko se je neurje umirilo, so lokalni vaščani našli obris vasi, sestavljene iz več majhnih hiš brez streh. William Watt iz Skailla, sin lokalnega lairda, ki je bil geolog samouk, je začel amatersko izkopavati najdišče, a ko so odkrili štiri hiše, so leta 1868 delo opustili.
Najdišče je ostalo nedotaknjeno do leta 1913, ko ga je en sam konec tedna oropala skupina z lopatami, ki so odnesle neznano količino artefaktov. Leta 1924 je druga nevihta odnesla del ene od hiš, zato je bilo odločeno, da je treba lokacijo zavarovati in ustrezno raziskati. Delo je dobil profesor V. Gordon Childe z Univerze v Edinburghu, ki je sredi leta 1927 prvič odpotoval v Skara Brae.

## Neolitski način življenja
Prebivalci Skara Brae so bili izdelovalci in uporabniki žlebičastega posodja, značilnega sloga lončarstva, ki se je nedavno pojavil na severnem Škotskem. Hiše so bile zaščitene z zemljo: zgrajene so bile pogreznjene v zemljo, v gomile prazgodovinskih gospodinjskih odpadkov, znanih kot središča. To je hišam zagotovilo stabilnost in je delovalo tudi kot izolacija pred ostrim zimskim podnebjem Orkneyja. V povprečju vsaka hiša meri 40 kvadratnih metrov z veliko kvadratno sobo, ki vsebuje kamnito ognjišče, ki se uporablja za ogrevanje in kuhanje. Glede na število domov se zdi verjetno, da v Skara Brae v danem trenutku ni živelo več kot petdeset ljudi.
Ni jasno, kakšen material so prebivalci kurili na svojih ognjiščih. Childe je bil prepričan, da je gorivo šota, toda podrobna analiza vegetacijskih vzorcev in trendov kaže, da so se podnebne razmere, ki so ugodne za razvoj debelih slojev šote, v tem delu Orkneyja razvile šele potem, ko je bila Skara Brae opuščena. Druga možna goriva vključujejo plavajoči les in živalske iztrebke. Obstajajo dokazi, da so bile posušene morske alge morda precej uporabljene. Na nekaterih mestih v Orkneyju so preiskovalci našli steklast, žlindri podoben material, imenovan kelp ali cramp, ki je lahko ostanek zažganih morskih alg.
Stanovanja vsebujejo več kamnitih kosov pohištva, vključno z omarami, komodami, sedeži in škatlami za shranjevanje. V vsako stanovanje se je vstopilo skozi nizka vrata z vrati iz kamnitih plošč, ki jih je bilo mogoče zapreti »s palico, ki je drsela v luknje za palice, izrezane v kamnitih podbojih vrat«. Več stanovanj je ponujalo majhno povezano predsobo, ki je omogočala dostop do delno pokrit kamnit odtok, ki vodi stran od vasi. Domneva se, da so te komore služile kot notranji strani.
Sedem hiš ima podobno pohištvo, s posteljami in komodami na istih mestih v vsaki hiši. Komoda stoji ob steni nasproti vrat in je prva stvar, ki jo vidi vsak, ki vstopi v stanovanje. Vsaka od teh hiš je imela večjo posteljo na desni strani vrat in manjšo na levi. Lloyd Laing je ugotovil, da je bil ta vzorec skladen s hebridskimi običaji do zgodnjega 20. stoletja, kar kaže na to, da je bila moževa postelja večja, ženina pa manjša. Odkritje kroglic in barvnih lončkov v nekaterih manjših posteljah morda podpira to razlago. Dodatna podpora je lahko iz spoznanja, da kamnite škatle ležijo levo od večine vrat, zaradi česar se oseba, ki vstopa v hišo, obrne na desno, »moško« stran stanovanja. Na sprednji strani vsake postelje ležijo štori kamnitih stebrov, ki so morda podpirali baldahin iz krzna; še ena povezava z nedavnim hebridskim slogom.
Hiša 8 nima škatel za shranjevanje ali komode in je razdeljena na nekaj, kar spominja na majhne kabine. Izkopani so bili fragmenti kamna, kosti in rogovja, kar nakazuje, da je bila hiša 8 morda uporabljena za izdelavo orodij, kot so kostne igle ali kremenove sekire. Prisotnost z vročino poškodovanih vulkanskih kamnin in nekaj, kar je videti kot dimna cev, podpira to razlago. Hiša 8 je značilna tudi na druge načine: je samostojna stavba, ki ni obdana s sredino; namesto tega je nad tlemi s stenami, debelimi več kot 2 metra in ima 'verando', ki ščiti vhod.
Najdišče je zagotovilo najzgodnejši znani zapis o človeški bolhi (Pulex irritans) v Evropi.
Ljudje z žlebljeno keramiko, ki so zgradili Skara Brae, so bili predvsem pastirji, ki so redili govedo in ovce. Childe je prvotno verjel, da prebivalci niso kmetovali, vendar so izkopavanja leta 1972 odkrila semenska zrna iz odlagališča gospodinjskih odpadkov, kar kaže na to, da so gojili ječmen. Ribje kosti in školjke so pogoste v sredini, kar kaže na to, da so prebivalci jedli morsko hrano. Školjke latvice so standardne in so morda bile vaba za ribe, ki so jih hranili v kamnitih škatlah v domovih. Škatle so bile oblikovane iz tankih plošč s spoji, skrbno zatesnjenimi z glino, da so postale nepremočljive.
Ta pastoralni način življenja je v ostrem nasprotju z nekaterimi bolj eksotičnimi interpretacijami kulture ljudstva Skara Brae. Euan MacKie je predlagal, da bi bila Skara Brae dom privilegiranega teokratičnega razreda modrecev, ki so se ukvarjali z astronomskimi in magičnimi obredi v bližnjem Ring of Brodgar in Stones of Stenness. Graham in Anna Ritchie sta dvomila o tej razlagi in ugotovila, da za to trditev ni nobenih arheoloških dokazov, čeprav neolitska pot, ki gre od Skara Brae, poteka blizu obeh lokacij in se konča pri grobnici Maeshowe v komorah. Nizke ceste povezujejo neolitska obredna mesta po vsej Britaniji.

## Datacija in zapuščenost
Prvotno je Childe verjel, da je naselbina nastala okoli leta 500 pr. n. št.. Ta razlaga je bila v času, ko so nova izkopavanja v letih 1972–73 rešila to vprašanje, pred vse večjim izzivom. Radiokarbonski rezultati, dobljeni iz vzorcev, zbranih med temi izkopavanji, kažejo, da se je naselitev Skara Brae začela okoli leta 3180 pr. n. št. in da se je nadaljevala približno šeststo let. Okoli leta 2500 pr. n. št., potem ko se je podnebje spremenilo, postalo je veliko hladnejše in bolj vlažno, so naselje njegovi prebivalci morda zapustili. Obstaja veliko teorij o tem, zakaj so ljudje iz Skara Brae odšli; posebej priljubljene so interpretacije, ki vključujejo veliko nevihto. Evan Hadingham je združil dokaze iz najdenih predmetov s scenarijem nevihte, da bi si zamislil dramatičen konec naselja:
Tako kot v primeru Pompejev, se zdi, da so bili prebivalci presenečeni in so v naglici pobegnili, saj so za seboj pustili številne njihove dragocene stvari, kot so ogrlice iz živalskih zob in kosti ali žebljički iz mroževe slonovine. V nekaterih posteljah so bili odkriti ostanki izbranih mesnin, ki so domnevno del zadnje večerje vaščanov. Eni ženski se je tako mudilo, da se ji je ogrlica zlomila, ko se je stlačila skozi ozka vrata svojega doma, pri čemer je raztresla tok kroglic vzdolž prehoda zunaj, ko je bežala pred peskom, ki je posegal.
Anna Ritchie se nikakor ne strinja s katastrofalnimi interpretacijami zapuščenosti vasi:
Priljubljen mit naj bi vas zapustil med ogromno nevihto, ki je grozila, da jo bo v trenutku pokopala v pesek, toda resnica je, da je bil njen pokop postopen in da je bila že zapuščena – iz katerega razloga, nihče ne more povedati.
Mesto je bilo dlje od morja kot danes in možno je, da je bila Skara Brae zgrajena ob sladkovodni laguni, zaščiteni s sipinami. Čeprav vidne zgradbe dajejo vtis organske celote, je bila zagotovo neznana količina dodatnih struktur že izgubljena zaradi morske erozije pred ponovnim odkritjem mesta in kasnejšo zaščito z morskim zidom. Znano je, da obstajajo nepokriti ostanki neposredno ob starodavnem spomeniku na območjih, ki so trenutno pokrita s polji, druge, z negotovim datumom, pa je mogoče videti, kako erodirajo iz roba pečine malo južneje od ograjenega območja.

## Artefakti
Na mestu so našli številne skrivnostne izklesane kamnite krogle, nekatere pa so na ogled v muzeju. Podobne predmete so našli po vsej severni Škotski. Spiralni okras na nekaterih od teh 'kroglic' je bil slogovno povezan s predmeti, najdenimi v dolini Boyne na Irskem. Podobne simbole so našli vklesane v kamnite preklade in posteljne stebre. Ti simboli, včasih imenovani 'runski zapisi', so bili predmet kontroverznih prevodov. Na primer, avtor Rodney Castleden je predlagal, da 'dvopičja', ki jih najdemo kot navpični in diagonalni simboli, lahko predstavljajo ločitve med besedami.
Kepe rdečega okra, ki so jih našli tukaj in na drugih neolitskih najdiščih, so razlagali kot dokaz, da so morda izvajali poslikavo telesa.
Najdeni so bili tudi noduli hematita z visoko poliranimi površinami; sijoče površine kažejo, da so bili noduli uporabljeni za dodelavo usnja.
Drugi artefakti, izkopani na kraju samem, izdelani iz živalske, ribje, ptičje in kitove kosti, slonovine kitov in mrožev ter zob ork, so vključevali šila, igle, nože, kroglice, tesle, lopate, majhne sklede in, kar je najbolj presenetljivo, igle iz slonovine do 25 centimetrov dolge. Te igle so zelo podobne primerkom, najdenim v prehodnih grobovih v dolini Boyne, kar je še en dokaz, ki kaže na povezavo med obema kulturama. Tako imenovani Skaill noži so bili pogosto uporabljeno orodje v Skara Brae; ti so sestavljeni iz velikih kosmičev, odbitih s tlakovcev peščenjaka. Nože Skaill so našli po Orkneyju in Shetlandu.
Izkopavanja leta 1972 so dosegla plasti, ki so ostale prepojene z vodo in so ohranile predmete, ki bi bili sicer uničeni. Mednje spadata zvita motka resja, eden redkih znanih primerkov neolitske vrvi, in lesen ročaj.

## Sorodna najdišča v Orkneyju
Primerljivo, čeprav manjše, mesto obstaja v Rinyo na Rousayu. Nenavadno je, da na Rousayju niso našli nobene grobnice tipa Maeshowe in čeprav obstaja veliko število Orkney–Cromartyjevih komornih možicev, so jih zgradili ljudje iz Unstan warea.
Knap of Howar na orkneyjskem otoku Papa Westray je dobro ohranjena neolitska kmetija. Iz leta 3500 pr. n. št. do 3100 pr. n. št. je po zasnovi podobna Skari Brae, vendar iz zgodnejšega obdobja in velja za najstarejšo ohranjeno stoječo zgradbo v severni Evropi.
Obstaja tudi najdišče, ki trenutno izkopavajo v Links of Noltland na Westrayu, za katerega se zdi, da je podobno Skara Brae.

## Status svetovne dediščine
»Srce neolitskega Orkneyja« je bilo decembra 1999 vpisano na seznam svetovne dediščine. Poleg Skara Brae območje vključuje Maeshowe, Ring of Brodgar, Stoječe Stones of Stenness in druga bližnja najdišča. Upravlja ga Historic Environment Scotland, katerega Izjava o pomembnosti za območje se začne:
Spomeniki v osrčju neolitskih Orkneyja in Skara Brae oznanjajo zmagoslavje človeškega duha v zgodnjih obdobjih in na osamljenih krajih. Bili so približno sočasni z mastabami iz arhaičnega obdobja Egipta (prva in druga dinastija), opečnatimi templji v Sumeriji in prvimi mesti kulture Harappa v Indiji ter stoletje ali dve prej kot zlata doba Kitajske. Ta najdišča, ki so nenavadno dobra za svoj zgodnji datum in z izjemno bogatimi dokazi, predstavljajo viden simbol dosežkov zgodnjih ljudstev stran od tradicionalnih središč civilizacije.

## Tveganje zaradi podnebnih sprememb
Leta 2019 je bila izvedena ocena tveganja za oceno ranljivosti lokacije na podnebne spremembe. Poročilo Historic Environment Scotland, Sveta Orkneyjskih otokov in drugih ugotavlja, da je celotno območje svetovne dediščine Srce neolitskih Orkneyjev, še posebej Skara Brae, 'izjemno občutljivo' na podnebne spremembe zaradi dviga morske gladine, povečanih padavin in drugih dejavnikov; poudarja tudi tveganje, da bi Skara Brae lahko delno uničila ena neobičajno močna nevihta.

## V popularni kulturi
- Otroški roman iz leta 1968 Deček z bronasto sekiro avtorice Kathleen Fidler je postavljen v zadnje dni Skara Brae.[33][34] To temo je prevzela tudi Rosemary Sutcliff v svojem romanu Shifting Sands iz leta 1977, v katerem je evakuacija mesta prikazana kot nenagljena, večina prebivalcev pa je preživela.[35]
- Irska keltska folklorna skupina Skara Brae je dobila ime po naselju. Aktivni med letoma 1970 in 1971, njihov edini album Skara Brae je izšel leta 1971 in ponovno izdan na CD-ju leta 1998.
- 12. aprila 2008 je bil v Skara Brae odkrit kamen ob obletnici, ko je ruski kozmonavt Jurij Gagarin leta 1961 postal prvi človek, ki je obkrožil Zemljo.[36]
- Video igra The Bard's Tale se odvija v zelo fikcionalizirani različici Skare Brae.
- Video igra Starsiege: Tribes vsebuje ikonični zemljevid z imenom 'Scarabrae'.
- Serija video iger Ultima vključuje mesto Skara Brae, ki je na otoku zahodno od glavne celine. Posvečen je vrlini duhovnosti, nahaja se poleg mesečevih vrat in je dom Rangerja Shamina.[37]
- V noveli Kima Stanleyja Robinsona iz leta 1991 Zgodovina dvajsetega stoletja z ilustracijami glavni lik obišče Skara Brae in druga neolitska najdišča na otoku Orkney kot del potovanja, na katerega se odpravi, da bi pridobil pogled na nasilno zgodovino 20. stoletja.[38]
- V filmu Indiana Jones in kraljestvo kristalne lobanje je prikazan Jones, kako svojim učencem predava o mestu, kjer navede datum '3100 pr. n. št.'
- Skara Brae se uporablja kot ime za škotski pub v New Yorku v seriji stripov IDW Teenage Mutant Ninja Turtles.[39]
- Starodavni kanalizacijski sistem Skara Brae in njegovo uporabo tekoče vode omenja zdravnik dr. Donald "Ducky" Mallard v epizodi NCIS (TV serija) Murder 2.0 (sezona 6, epizoda 6).[40]